# Buccinulum vittatum vittatum
Buccinulum vittatum vittatum là một loài ốc biển, là động vật thân mềm chân bụng sống ở biển trong họ Buccinidae.
This ốc biển is limited in distribution to New Zealand. The shell is about 25mm.

## Hình ảnh

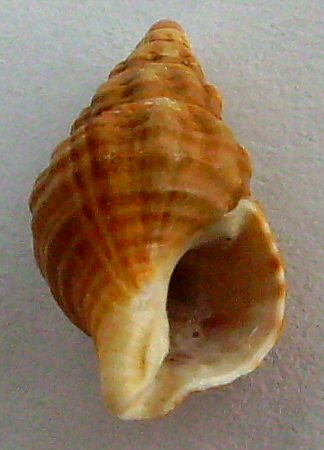